# Mischa de Vreede

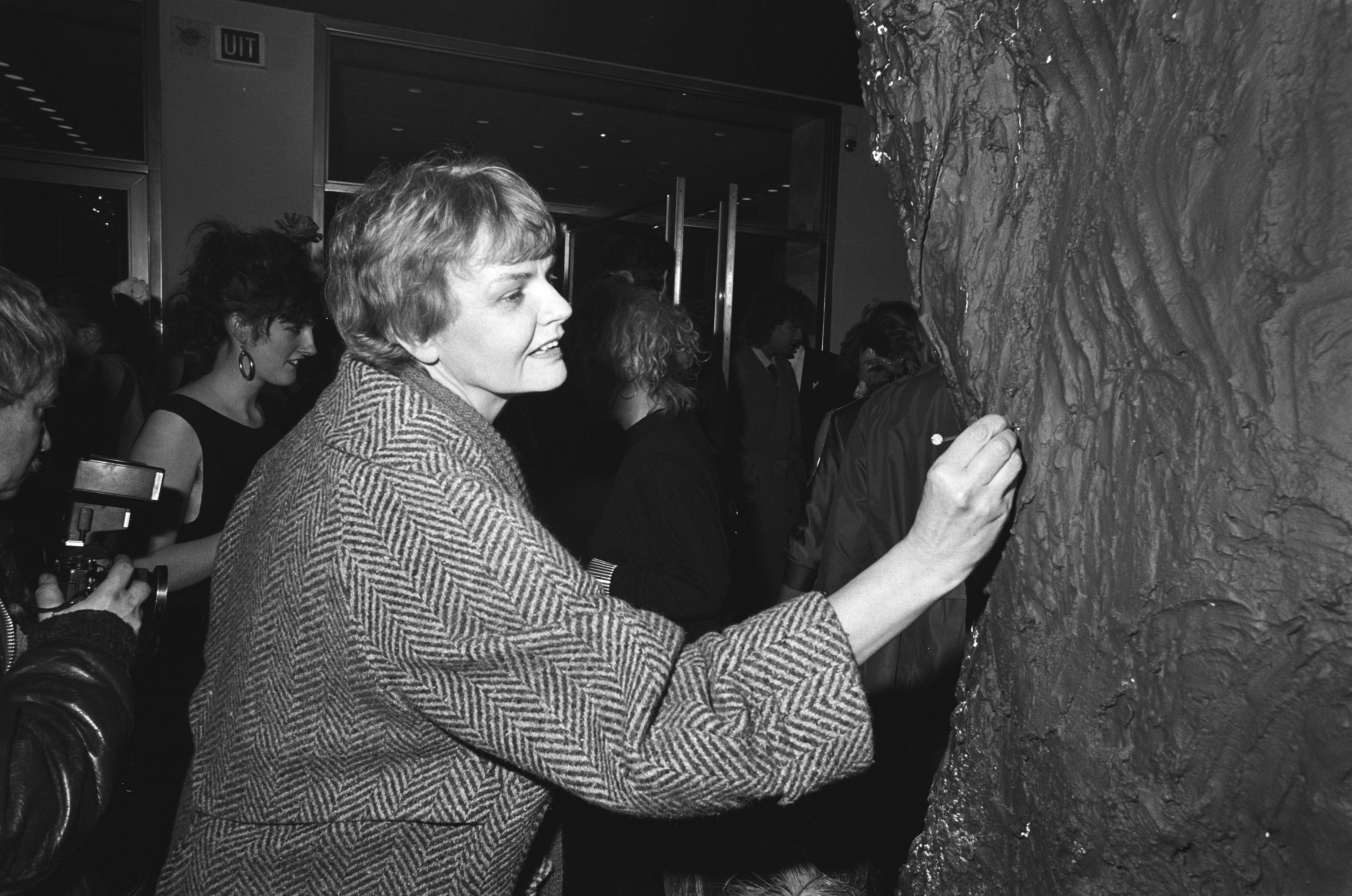
Mischa de Vreede (Boekenbal 1986)

Mischa de Vreede (Batavia, 17 september 1936 – Amsterdam, 12 mei 2020) was een Nederlands dichteres en schrijfster. Zij schreef veel over haar Indische verleden.

## Levensloop
De Vreede werd geboren in het toenmalige Batavia in Nederlands-Indië. Zij werd Henny gedoopt, naar de op Ambon overleden eerste vrouw van haar vader, en was het middelste kind en de enige dochter van een dominee en een onderwijzeres. Van 1942 tot 1945 verbleef ze met haar moeder en broers in een jappenkamp op Noord-Sumatra. 
In 1946 verhuisde het gezin naar Nederland. Haar vader was achtereenvolgens dominee in Amerongen, Egmond aan Zee, Emmen en Zetten. Na de lagere school ging De Vreede naar het Nijmeegs Gymnasium, dat ze in 1954 zonder diploma verliet. Hierna studeerde ze een jaar aan de Academie voor Beeldende Kunsten in Arnhem. In 1955 verhuisde ze naar Amsterdam. Toen ze 18 jaar oud was, wijzigde ze haar voornaam in Mischa.
In 1957 debuteerde De Vreede als dichteres in het driemansbundeltje Morgen mooi weer maken. In 1959 ontving zij de Poëzieprijs van de gemeente Amsterdam (de latere Herman Gorterprijs) voor het gedicht Een jong meisje droomt uit de bundel Met huid en hand (poëziereeks De Windroos). Zij had toen al een kort verhaal in het toonaangevende literaire tijdschrift Podium gepubliceerd.
Vanaf 1969 leefde ze van het schrijverschap. Ze schreef onder meer columns voor de VARA-radio, recenseerde kinderliteratuur voor NRC Handelsblad en hield voor het toenmalige bureau SSS lezingen door het hele land. Ook maakte zij (reis)verslagen voor onder andere Vrij Nederland, Intermagazine en Elegance.
Ze schreef onder andere de romans Onze eeuwige honger (1973), 13, een meisjesboek (1976) en Eindelijk mezelf (1979). Haar bekendste kinderboek is Selamat Merdeka (1997).
De Vreede verhuisde In 1991 van Amsterdam naar Camperduin. Daar schreef ze ook haar laatste roman, Heilige Dagen (2007) over een reis die ze met een levenslange vriendin, schrijfster Maartje Luccioni, maakte naar Lucca. Mischa de Vreede was twee keer getrouwd (met onder anderen de architect H.Th. Oudejans) en had twee kinderen. Vanaf 1970 had ze een langdurige relatie met uitgever Geert Lubberhuizen. Ze stierf in 2020 op 83-jarige leeftijd.